# Естонска академия на науките
Естонската академия на науките (на естонски: Eesti Teaduste Akadeemia) е националната научна академия на Естония, независима организация, в която членуват изтъкнати учени, чиято декларирана е цел е насърчаването на изследванията и развитието на научното познание, насърчаване на международното научно сътрудничество и разпространяване на знания в обществото. Естонската академия на науките е основана през 1938 година и към март 2017 година, се състои от 77 пълноправни членове (академици) и 20 чуждестранни членове. От 15 октомври 2014, за петгодишен мандат като председател на академията е избран математикът Тармо Соомере.

## Отдели
Академията е структурирана в четири отдела:
- Отдел „Астрономия и физика“,
- Отдел „Информатика и технически науки“,
- Отдел „Биология, геология и химия“,
- Отдел „Хуманитарни и обществени науки“.

## История
Академията е основана през 1938 година като книжовно дружество. Когато Естония е окупирана от Съветския съюз, Академията е разпусната на 17 юли 1940 година. През юни 1945 година е учредена наново под името „Академия на науките на Естонската ССР“ (на естонски: Eesti NSV Teaduste Akadeemia). В съветско време, в структурата ѝ влизат централна библиотека и четири отдела, съдържащи общо 15 научни института, както и други научни общества и музеи. През април 1989, месеци преди Естония да обяви наново своя суверенитет, академията си връща оригиналното име и се преструктурира в съвременния си вид. 

## Награди
Най-престижната награда връчвана от Естонската АН е Медалът на Естонската академия на науките. Присъжда се „за изключителни приноси към развитието на естонската наука или подпомагането на нейното развитие, както и за изпълнение на мисията на Академията."

## Местоположение
Академията се намира в град Талин на улица „Кохту“ № 6. Помещава се в сградата на т.нар. „Палат Унгерн-Щернберг“, построен през 1865 година от германския архитект Мартин Гропиус. Палатът е част от замъка Тоомпеа на хълма Тоомпеа в Талин.

## Асоциирани организации
Няколко организации са асоциирани към Естонската академия на науките. Тези институции или общества имат цели и дейности в съзвучие в целите на академията. Сред тези асоциирани организации са: 
- Естонското общество на естествоизпитателите
- Естонското географско общество
- Естонското общество за регионални изследвания
- Естонското общество за майчин език
- Естонският съюз за история и философия на науката
- Естонското книжовно дружество в Швеция
- Естонското литературно общество
- Естонското книжовно дружество
- Естонското музиковедско общество
- Естонското физическо общество
- Естонската асоциация на инженерите
- Естонското биохимическо общество
- Естонската семиотическа асоциация
- Естонското химическо общество
- Естонското общество за генетика на човека
- Естонското икономическо общество
- Естонското общество за изследване на религиите